# نظام عرض قمرة القيادة
أنظمة عرض قمرة القيادة تمثل الواجهة المرئية (والمسموعة) التي تمكن طاقم الطائرة من إدارة الطائرة انطلاقا من قمرة القيادة، حيث يعمل النظام على تبادل المعطيات بين الطائرة وأجهزة التحكم والمجسات في كلتا الاتجاهين.

## التاريخ
في سبعينات القرن الماضي، لم تستخدم قمرة القيادة آن ذاك أي أدوات إلكترونية أو شاشات في إدارة الطائرة والتحكم فيها وأغلب المجسات والعدادات كانت تعتمد على الاتصال الميكانيكي لاستقبال ونقل المعطيات والأوامر.
التطور التكنولوجي جلب معه حواسيب وخوارزميات قادرة على إجراء الحسابات بسرعة ودقة متناهية، لذلك أصبحت الحاجة ملحة لتطبيقها في مجالات حيوية. من جهة أخرى شكّل النمو السريع للنقل الجوي التجاري إلى جانب استمرار القدرة العسكرية التنافسية، دافعًا قويًا لزيادة مستويات الاندماج بشكل أفضل في قمرة القيادة للطائرات الحالية وذلك لجعل التنقل عبر الجو أكثر أمانا مما كان عليه من قبل.
على عكس ما كان عليه سابقاً حينما كانت الطائرة تزدحم بالأسلاك والأنابيب والوصلات الميكانيكية والمؤشرات التي تشكل في بعض الأحيان خطراً على سلامة الطيران في حال تعطلها، فإن نظام قمرة القيادة الإلكتروني يوفر ضمانات أكثر ويقلل من المخاطر ويستغل مجسات إلكترونية أكثر موثوقية من المجسات الميكانيكية التي تفقد بعضا من وظائفها بتغير حالة الطقس.

## مبدأ العمل
يعتمد النظام الحالي لنظام قمرة القيادة على ثلاث مكونات أساسية هي: المجسات، الحاسوب المركزي، والمؤشرات الإلكترونية أو ما يسمى بشاشات العرض.
- المجسات: هي بمثابة حواس تستطلع وتقيس كل ما يجري داخل وخارج الطائرة.
- الحاسوب المركزي:  يعالج المعطيات ويلها إلى إشارات صوتية ومرئية تعرض على الطيار ليتخذ أوامر ويقوم بما يجب للتعامل مع المتغيرات .
- شاشة العرض: بمثابة الوسيط بين الطيار والطائرة يشاهد من خلالها كل ما يقع داخل وخارج الطائرة.